# Бранкати, Пола
Пола Бранкати (англ. Paula Brancati; род. 6 июня, 1989) — канадская актриса и продюсер. Наиболее известна своими ролями в телесериалах: Келли Стоун в «Тёмном Оракуле», Джейн Вон в «Деграсси: Следующее поколение», Дженни Зейлен в «Быть Эрикой», а также по различным ролям в «Слэшере».

## Ранняя жизнь
Бранкати родилась в городе Торнхилл, Онтарио, Канада. Обучалась актёрскому мастерству в театральной труппе CharActors Theatre Troupe, научилась танцевать и исполнять джаз и балет в AB Dance School, посещала уроки музыки в старшей школе.

## Карьера
В 18 лет актриса получила одну из ведущих ролей в популярном молодёжном сериале «Деграсси: Следующее поколение», в котором она снималась с 2007 по 2010. В 2009, во время съёмок «Деграсси», присоединилась к актёрскому составу сериала «Быть Эрикой».
В 2016 исполнила роль Мисс Хани в мюзикле «Матильда» по мотивам одноимённого произведения Роальда Даля. В том же году выступила продюсером и снялась в фильме «Последние дни Сэйди на Земле».
В 2018 появилась в клипе рэпера Дрейка (коллега по съёмкам в «Деграсси») на песню «I’m Upset».

## Фильмография
| Год       |    | Русское название              | Оригинальное название         | Роль                                                                  |
| --------- | -- | ----------------------------- | ----------------------------- | --------------------------------------------------------------------- |
| 2003      | ф  | Дьявольский особняк           | Cold Creek Manor              | Стефани Пински                                                        |
| 2004      | с  | Veritas: В поисках истины     | Veritas: The Quest            | Шелби Хэкер                                                           |
| 2004      | с  | Кевин Хилл                    | Kevin Hill                    | молодая Хэйли Кейс                                                    |
| 2004—2006 | с  | Темный Оракул                 | Dark Oracle                   | Келли Стоун                                                           |
| 2005      | тф | Painkiller: Победившая боль   | Painkiller Jane               | Джейн Браунинг в детстве                                              |
| 2006      | тф | Красотки в молоке             | Cow Belles                    | Сара Ван Дайк                                                         |
| 2007—2010 | с  | Деграсси: Следующее поколение | Degrassi: The Next Generation | Джейн Вон                                                             |
| 2009—2011 | с  | Быть Эрикой                   | Being Erica                   | Дженни Зейлен                                                         |
| 2011      | тф | В поисках Санты               | Desperately Seeking Santa     | Марисса Марле                                                         |
| 2012      | с  | Горячая точка                 | Flashpoint                    | Карла                                                                 |
| 2013      | с  | Расследование Мёрдока         | Murdoch Mysteries             | София Лукас                                                           |
| 2016      | ф  | Последние дни Сэйди на Земле  | Sadie's Last Days on Earth    | Конни Никол                                                           |
| 2016—2023 | с  | Слэшер                        | Slasher                       | Яна Сингер Доун Дегуин Вайолет Ликерс Кристи Мартин Вивиана Ботичелли |
| 2019      | с  | Хадсон и Рекс                 | Hudson & Rex                  | Бет                                                                   |
| 2019—2020 | с  | Работающие мамы               | Workin' Moms                  | Дана Браун                                                            |
| 2021—2022 | с  | Во тьме                       | In the Dark                   | Ханна                                                                 |